# Sebeskápolnai dák vár
A sebeskápolnai dák vár műemlék Romániában, Fehér megyében. A romániai műemlékek jegyzékében az AB-I-s-A-00020 sorszámon szerepel. A Dák erődítmények a Szászvárosi-hegységben csoport tagjaként a világörökség listáján szerepel.